# 峨眉泛树蛙
峨眉泛树蛙（学名：Polypedates omeimontis）为树蛙科泛树蛙属的两栖动物，是中国的特有物种。分布于湖北、湖南、广西、四川、贵州等地。该物种的模式产地在四川峨眉山。其种加词“omeimontis”意为“峨眉山的”。

## 保护
本种于2023年被收录入《有重要生态、科学、社会价值的陆生野生动物名录》。